# Fergus Millar
Sir Fergus Graham Burtholme Millar (* 5. Juli 1935 in Edinburgh; † 15. Juli 2019 in Oxford) war ein britischer Althistoriker.

## Leben und Wirken
Millar, Sohn eines Rechtsanwalts, besuchte die Edinburgh Academy und die Loretto School von 1943 bis 1953. Nach dem Wehrdienst bei der Royal Navy studierte Millar von 1955 bis 1958 am Trinity College in Oxford Altertumswissenschaften („Greats“). Von 1958 bis 1964 war er Fellow des All Souls College in Oxford. Im Jahr 1958 erhielt er ein Doktorandenstipendium am All Souls College. Er wurde 1962 bei Ronald Syme über Cassius Dio promoviert. 1964 wurde Millar Fellow und Tutor für Alte Geschichte am Queen’s College in Oxford, 1976 als Nachfolger Arnaldo Momiglianos Professor am University College London. 1984 kehrte er an die University of Oxford zurück, als er einen Ruf auf den Camden-Lehrstuhl für Alte Geschichte annahm, den vor ihm Ronald Syme und Peter Brunt innegehabt hatten. Er wurde 2002 emeritiert.
Millar gilt als einer der bedeutendsten Althistoriker des 20. Jahrhunderts. Er beschäftigte sich mit zahlreichen Themenbereichen vor allem der römischen Geschichte, beispielsweise der kaiserlichen Verwaltungstätigkeit, dem Nahen Osten in römischer Zeit, der Spätantike (besonders Theodosius II.) oder der Frage, welche Rolle das Volk in der Verfassung der römischen Republik spielte: Millar betonte in einer Reihe von Aufsätzen die demokratischen Elemente des Systems und stieß damit eine intensiv geführte Debatte an.
Seit 1987 war Millar korrespondierendes Mitglied der Bayerischen Akademie der Wissenschaften. Von der Universität Oxford erhielt Millar 1988 den Titel eines D. Litt., von der British Academy, der er seit 1976 angehörte, 2005 die Kenyon Medal for Classical Studies. Seit 1989 war er auswärtiges Mitglied der Finnischen, seit 1999 der Russischen Akademie der Wissenschaften und seit 2003 der American Academy of Arts and Sciences. 1991 wurde er zum Mitglied der Academia Europaea gewählt. 2010 verlieh ihm Königin Elisabeth II. die Ritterwürde und erhob ihn damit in den persönlichen, nicht-erblichen Adelsstand. Fergus Millar starb im Juli 2019 im Alter von 84 Jahren.

## Schriften
- A Study of Cassius Dio. Clarendon Press, Oxford 1964.
- Herausgeber und Ko-Autor: Das Römische Reich und seine Nachbarn (= Fischer Weltgeschichte. Band 8). Fischer-Taschenbuch-Verlag, Frankfurt am Main 1966.
- The emperor in the Roman world (31 BC–AD 337). Duckworth, London 1977; 2. Auflage 1992, ISBN 0-7156-1722-2.
- The Roman Near East (31 BC–AD 337). Harvard University Press, Cambridge (Mass.) 1993, ISBN 0-674-77885-5 (Besprechung).
- The crowd in Rome in the late republic. University of Michigan Press, Ann Arbor 1998, ISBN 0-472-10892-1.
- The Roman republic in political thought. University Press of New England, Hanover 2002, ISBN 1-58465-199-7.
- Rome, the Greek world and the east. Hrsg. von Hannah M. Cotton und Guy M. Rogers. 3 Bände. The University of North Carolina Press, Chapel Hill 2002–2006 (gesammelte Schriften; Besprechungen von Bd. 2, Bd. 3).
- A Greek Roman Empire. Power and Belief under Theodosius II. University of California Press, Berkeley 2006, ISBN 978-0-520-24703-1.
- Religion, Language and Community in the Roman Near East. Constantine to Muhammad. Oxford University Press, Oxford 2013, ISBN 978-0-19-726557-4.
- Empire, Church and Society in the Late Roman Near East. Greeks, Jews, Syrians and Saracens. Collected studies, 2004–2014 (= Late antique history and religion. Band 10). Peeters, Leuven 2015, ISBN 978-90-429-3291-3.